# Landulfo III de Benevento
Landulfo III (m. diciembre 968 o 969) fue Príncipe de Capua (como Landulfo V) y de Benevento desde 959 como copríncipe con su padre, Landulfo II y su hermano Pandulfo Cabeza de Hierro, y desde el 961 sólo con su hermano. El nombre de su madre era Yvantia.
En 961, Landulfo II murió y Landulfo y su hermano se convirtieron en príncipes de pleno derecho, aunque el mayor Pandulfo era mucho más dominante. El Chronicum Salernitanum establecía la corregencia y la indivisibilidad de la unidad de Capua-Benevento según lo estipulado por Atenulfo I en el 900, cuando dice Beneventanorum principatum eius filii Pandolfum et Landulfum bifarie regebant . . . comuni indivisoque iure, es decir, "el principado de Benevento fue gobernado conjuntamente por Pandulfo y Landulfo bajo jurisdicción común indivisible." Sin embargo, finalmente se produjo el reparto del principado y Pandulfo gobernó en Capua mientras que Landulfo gobernaba en Benevento.
En 967, el Emperador Otón I viajó a Roma y encomendó a Pandulfo la misión de entrar en guerra contra los Bizantinos en Apulia. Landulfo participó en la campaña posterior de 968, pero se retiró por enfermedad y murió en Benevento dejando dos hijos: Pandulfo y Landulf. El Chronicum dice Landulf tenuit principatum una cum suo germanus annos octo, es decir, "mantuvo el principado únicamente con su hermano durante ocho años." Pandulfo, sin embargo, consiguió escamotear su patrimonio a sus sobrinos y se proclamó príncipe único. Ambos hijos de Landulfo se convertirían más tarde en príncipes de Benevento.